# Victor Ponta
Victor-Viorel Ponta, född 20 september 1972 i Bukarest, är en rumänsk jurist och politiker som var Rumäniens premiärminister mellan 7 maj 2012 och 4 november 2015. Han var tidigare medlem av Socialdemokratiska partiet och var dess partiledare mellan 2010 och 2015.
4 november 2015 avgick Ponta som premiärminister och ersattes dagen efter av den tillförordnade premiärministern Sorin Cîmpeanu.